# Bob Pulford
Robert Jesse "Bob" Pulford, född 31 mars 1936, är en kanadensisk före detta ishockeytränare och professionell ishockeyspelare. Han tillbringade 16 säsonger i den nordamerikanska ishockeyligan National Hockey League (NHL), där han spelade för Toronto Maple Leafs och Los Angeles Kings. Pulford producerade 643 poäng (281 mål och 362 assists) samt drog på sig 793 utvisningsminuter på 1 079 grundspelsmatcher. Han spelade också för Toronto Marlboros i OHA-Jr.
Pulford vann fyra Stanley Cup-titlar med Maple Leafs för säsongerna 1961–1962, 1962–1963, 1963–1964 och 1966–1967. Han blev också invald i Hockey Hall of Fame 1991.
Efter spelarkarriären var han tränare för Kings mellan 1972 och 1977, där han blev belönad med en Jack Adams Award som NHL:s bästa tränare för säsongen 1974–1975. Mellan 1977 och 2007 var han involverad i det dagliga arbetet för Chicago Blackhawks som bland annat tränare, general manager, vicepresident för ishockeyverksamheten och rådgivare. 2007 lämnade Pulford ishockeyn och NHL efter att han utnämnts till en hög chefsbefattning inom Blackhawks ägarbolag, konglomeratet Wirtz Corporation.
Han är svärfar till Dean Lombardi, som har bland annat arbetat som general manager för San Jose Sharks och Kings, där Lombardi vann två Stanley Cup med den senare).

## Statistik
| 1953–1954      | Toronto Marlboros   | OHA-Jr.        | 17   | 5   | 9   | 14  | 12  | 15 | 4  | 7  | 11 | 12  |
| 1954–1955      | Toronto Marlboros   | OHA-Jr.        | 47   | 24  | 22  | 46  | 43  | 13 | 7  | 10 | 17 | 29  |
| 1955–1956      | Toronto Marlboros   | OHA-Jr.        | 48   | 30  | 25  | 55  | 87  | 11 | 16 | 8  | 24 | 2   |
| 1956–1957      | Toronto Maple Leafs | NHL            | 65   | 11  | 11  | 22  | 32  | —  | —  | —  | —  | —   |
| 1957–1958      | Toronto Maple Leafs | NHL            | 70   | 14  | 17  | 31  | 48  | —  | —  | —  | —  | —   |
| 1958–1959      | Toronto Maple Leafs | NHL            | 70   | 23  | 14  | 37  | 53  | 12 | 4  | 4  | 8  | 8   |
| 1959–1960      | Toronto Maple Leafs | NHL            | 70   | 24  | 28  | 52  | 81  | 10 | 1  | 4  | 5  | 4   |
| 1960–1961      | Toronto Maple Leafs | NHL            | 40   | 11  | 18  | 29  | 41  | 5  | 0  | 0  | 0  | 8   |
| 1961–1962      | Toronto Maple Leafs | NHL            | 70   | 18  | 21  | 39  | 98  | 12 | 7  | 1  | 8  | 24  |
| 1962–1963      | Toronto Maple Leafs | NHL            | 70   | 19  | 25  | 44  | 49  | 10 | 2  | 5  | 7  | 14  |
| 1963–1964      | Toronto Maple Leafs | NHL            | 70   | 18  | 30  | 48  | 73  | 14 | 5  | 3  | 8  | 20  |
| 1964–1965      | Toronto Maple Leafs | NHL            | 65   | 19  | 20  | 39  | 46  | 6  | 1  | 1  | 2  | 16  |
| 1965–1966      | Toronto Maple Leafs | NHL            | 70   | 28  | 28  | 56  | 51  | 4  | 1  | 1  | 2  | 12  |
| 1966–1967      | Toronto Maple Leafs | NHL            | 67   | 17  | 28  | 45  | 28  | 12 | 1  | 10 | 11 | 12  |
| 1967–1968      | Toronto Maple Leafs | NHL            | 74   | 20  | 30  | 50  | 40  | —  | —  | —  | —  | —   |
| 1968–1969      | Toronto Maple Leafs | NHL            | 72   | 11  | 23  | 34  | 20  | 4  | 0  | 0  | 0  | 2   |
| 1969–1970      | Toronto Maple Leafs | NHL            | 74   | 18  | 19  | 37  | 31  | —  | —  | —  | —  | —   |
| 1970–1971      | Los Angeles Kings   | NHL            | 59   | 17  | 26  | 43  | 53  | —  | —  | —  | —  | —   |
| 1971–1972      | Los Angeles Kings   | NHL            | 73   | 13  | 24  | 37  | 48  | —  | —  | —  | —  | —   |
| NHL totalt     | NHL totalt          | NHL totalt     | 1079 | 281 | 362 | 643 | 792 | 89 | 25 | 26 | 51 | 126 |
| OHA-Jr. totalt | OHA-Jr. totalt      | OHA-Jr. totalt | 112  | 59  | 56  | 115 | 142 | 39 | 27 | 25 | 52 | 43  |